# 简·拉波泰尔
简·拉波泰尔，CBE（英語：Jane Lapotaire，1944年12月26日—），英国女演员。曾获得托尼奖最佳话剧女主角。